# Palazzo Pallavicini-Cambiaso
Il palazzo Agostino Pallavicino, o palazzo Pallavicini-Cambiaso, è un edificio storico italiano, sito in via Garibaldi 1, nel centro storico di Genova. È uno dei Palazzi dei Rolli designati, al tempo della Repubblica di Genova, a ospitare gli ospiti di alto rango per conto del governo, durante le visite di stato.
L'edificio è fra i 42 palazzi dei rolli selezionati e dichiarati Patrimonio dell'umanità dall'UNESCO il 13 luglio 2006.

## Storia e descrizione
Fu quasi certamente il primo palazzo costruito in Strada Nuova (via Garibaldi). Originariamente costruito a partire dal 1558, per conto di Agostino Pallavicini (+1575), ambasciatore alla corte di Spagna, fratello di Tobia Pallavicino che negli stessi anni commissionò il palazzo al civico 4 di Via Garibaldi, noto come Palazzo Tobia Pallavicino. Fra i figli di Agostino, particolare importanza ebbe Niccolò Pallavicini (1562-1619), che ospitò Rubens durante il suo soggiorno a Genova, e gli commissionò alcuni dei maggiori capolavori del periodo genovese, fra cui il proprio ritratto ed il celebre ritratto di Maria Serra Pallavicini, sua moglie. Il palazzo, incluso nell'edizione di Rubens dei Palazzi di Genova del 1622, passò in proprietà alla famiglia Cambiaso all'incirca a metà del Settecento.
Il progettista fu Bernardino Cantone, collaboratore di Galeazzo Alessi nella sistemazione di Piazza delle Fontane Marose e nell'apertura di Strada Nuova.
Il prospetto dell'edificio, assai elegante, presenta un paramento a bugnato di pietra grigia che fa risaltare il marmo bianco delle zoccolature, nel quale bene si inquadra una edicola votiva settecentesca. Il portale è decorato con un fregio a bucrani di stile manierista.
Fra le pregevolezze dell'edificio - di dimensioni relativamente modeste ma valorizzato dalla diretta ubicazione sulla via e sulla vicina piazza delle Fontane Marose - sono da segnalare, nel salotto del piano nobile, la scena del Ratto delle Sabine e, nel salone grande, la Storia di Amore e Psiche, entrambi dipinti dai pittori genovesi Andrea ed Ottavio Semino.
Una curiosità: l'edificio, iscritto subito nei Rolli di Genova, subì un declassamento - dal Rollo del 1577 a quello del 1588 - dalla prima alla seconda categoria, per tornare alla prima con il Rollo successivo, il terzo, quello del 1599, e da allora per rimanervi in tutti i successivi.
Il palazzo, situato al civico n. 1 della via, è di proprietà di un istituto di credito bancario.

## Galleria d'immagini

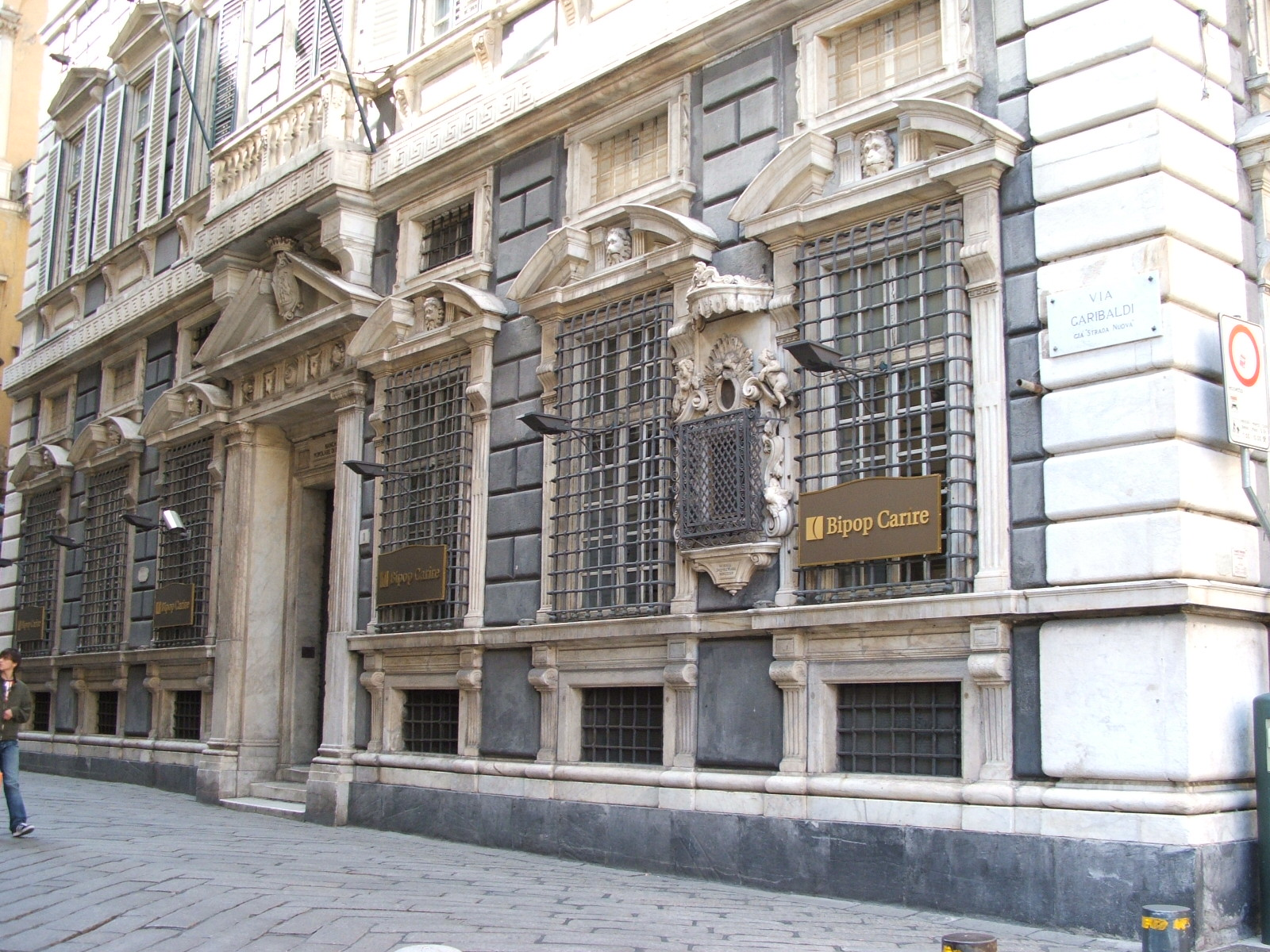
Palazzo Palalvicini-Cambiaso
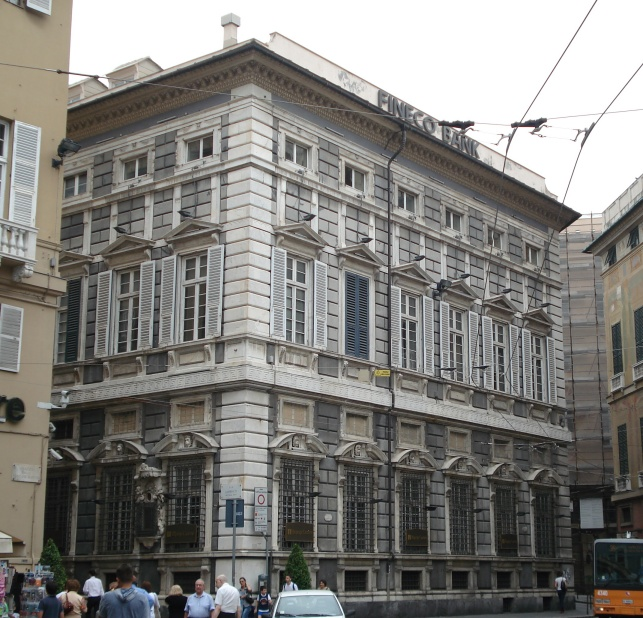
Il palazzo visto da Piazza Fontane Marose
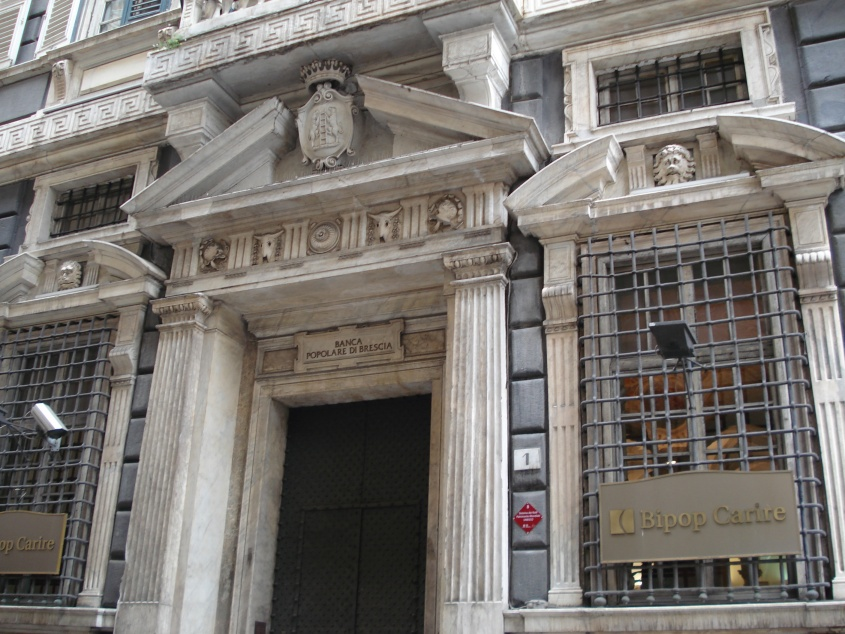
Particolare del portale
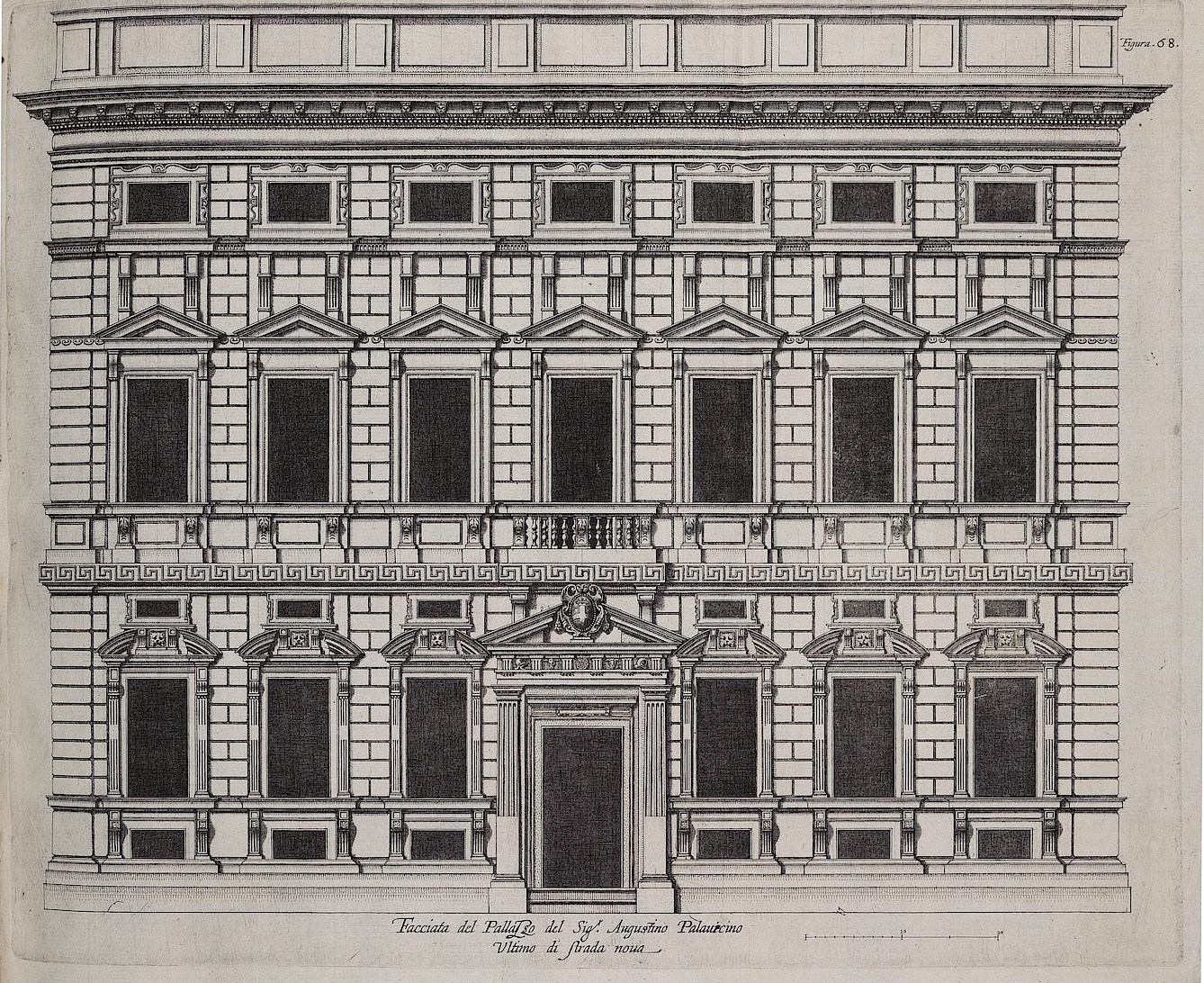
P. Rubens, Palazzi di Genova, Anversa - 1622
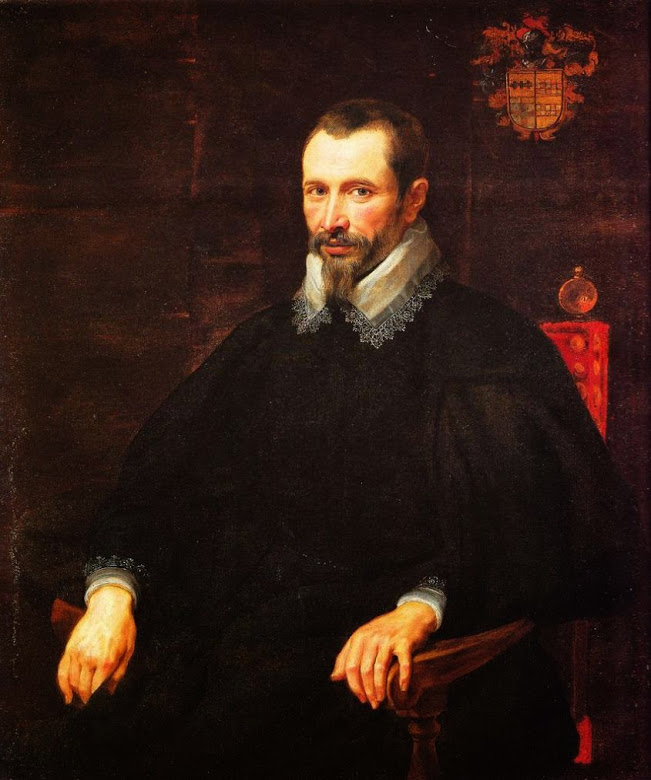
Pieter Paul Rubens, Ritratto di Niccolò Pallavicini, 1604